# Municipio de Summit (condado de Jackson)
El municipio de Summit (en inglés: Summit Township) es un municipio ubicado en el condado de Jackson en el estado estadounidense de Míchigan. En el año 2010 tenía una población de 22508 habitantes y una densidad poblacional de 289,59 personas por km².

## Geografía
El municipio de Summit se encuentra ubicado en las coordenadas 42°11′56″N 84°25′46″O / 42.19889, -84.42944. Según la Oficina del Censo de los Estados Unidos, el municipio tiene una superficie total de 77.72 km², de la cual 75.34 km² corresponden a tierra firme y (3.06%) 2.38 km² es agua.

## Demografía
Según el censo de 2010, había 22508 personas residiendo en el municipio de Summit. La densidad de población era de 289,59 hab./km². De los 22508 habitantes, el municipio de Summit estaba compuesto por el 89.64% blancos, el 5.28% eran afroamericanos, el 0.29% eran amerindios, el 1.54% eran asiáticos, el 0.05% eran isleños del Pacífico, el 0.7% eran de otras razas y el 2.5% pertenecían a dos o más razas. Del total de la población el 2.71% eran hispanos o latinos de cualquier raza.